# Куприн, Павел Тихонович
Павел Тихонович Куприн (1908—1942) — сотрудник советских органов государственной безопасности (МГБ СССР), начальник особого отдела НКВД Северного фронта, комиссар государственной безопасности 3-го ранга (с 1941).

## Биография
Родился в 1908 году [уточнить] в деревне Зиновьево, (Кромской уезд, Орловская губерния, Российская империя) в крестьянской семье.
С сентября 1927 по май 1929 учился в Орловской губернской школе советского и партийного строительства.
Член ВЛКСМ (1924), член ВКП(б) (1927).
C декабря 1936 года работал в органах внутренних дел и госбезопасности .
Работал в центральном аппарате ГУГБ НКВД СССР, с апреля 1937 на руководящей работе в секретно-политическом отделе в Москве, Чите, Хабаровске и Ленинграде.
Занимал должности:
- Помощник начальника 1-го отделения 4-го отдела ГУГБ НКВД СССР (23 апреля 1937—1938);
- Заместитель начальника 2-го отделения 4-го отдела 1-го Управления (госбезопасности) НКВД СССР (1938 — 8 июня 1938);
- Начальник 7-го отделения 4-го отдела 1-го Управления (госбезопасности) НКВД СССР (8 июня — 29 сентября 1938);
- Начальник 7-го отделения 2-го отдела ГУГБ НКВД СССР (29 сентября — 2 декабря 1938);
- Начальник УНКВД по Читинской области (2 декабря 1938 — 2 ноября 1939);
- Начальник ОО НКВД по Забайкальскому ВО (28 декабря 1938 — 31 января 1939)[2];
- Начальник УНКВД по Хабаровскому краю (2 ноября 1939 — 26 февраля 1941);
- Начальник УНКГБ по Ленинградской области (26 февраля — 18 июля 1941);
- Начальник ОО НКВД по Северному (с 23 августа 1941 г. — Ленинградскому) фронту (19 июля 1941 — 2 мая 1942);
- Начальник ОО НКВД по Московскому ВО (2 мая — 11 августа 1942);
- Начальник 3-го Управления НКВД СССР (11 августа — 11 ноября 1942).

В 1942 году координировал действия НКВД Карело-Финской ССР, УНКВД по Архангельской и Вологодской областям и Особого отдела НКВД Волховского и Карельского фронтов по ликвидации немецких диверсионно-разведывательных групп.
10 ноября 1942 года, после успешного завершения операции вылетел из Москвы в Тихвин, а оттуда — в Ленинград.
Около 9 утра 11 ноября самолёт был перехвачен и сбит двумя фашистскими истребителями над Ладожским озером.
Был похоронен в Москве на Новодевичьем кладбище.

## Звания
- 1937 — Лейтенант государственной безопасности (23 апреля 1937); Старший лейтенант государственной безопасности (5 ноября 1937);
- 1938 — Капитан государственной безопасности (2 декабря 1938)
- 1939 — Старший майор государственной безопасности (2 ноября 1939)
- 1941 — Комиссар государственной безопасности 3-го ранга (19 июля 1941).

## Награды
- 1940 — Орден Красного Знамени (26 апреля 1940 г.)
- 1942 — нагрудный знак «Заслуженный работник НКВД» (2 февраля 1942 г.).

## Семья
- Жена — Куприна, Александра Ивановна (1905—2007) — член ВКП(б) с 1948, работала в военной части, похоронена на Новодевичьем кладбище[6]

Дочери:
- Лидия (род. 1927) — студент и аспирант МГУ, сотруник МГБ, затем редактор издательства политической литературы при ЦК КПСС.
- Нина (1929—2008) — учёный-геолог в ГИН РАН, учёный секретарь Советского комитета Международной программы геологической корреляции при Отделении геологии, геофизики и геохимии АН СССР (с 1977).